# Římskokatolická farnost Robeč
Římskokatolická farnost Robeč (lat. Hrobitschium) je církevní správní jednotka sdružující římské katolíky na území vesnice Robeč a v jejím okolí. Organizačně spadá do litoměřického vikariátu, který je jedním z 10 vikariátů litoměřické diecéze. Centrem farnosti je kostel svatého Martina v Robči.

## Historie farnosti
První písemná zmínka o farní lokalitě pochází z roku 1352. Již roku 1384 byla v místě plebánie. Kolem roku 1660 existovala v místě samostatná fara. Matriky jsou vedeny od roku 1678.

### Duchovní správcové vedoucí farnost
Začátek působnosti jmenovaného v duchovní správě farnosti od roku:
- 1656 Thomas Weber
- 1692 Christ. Franc. Sieber
- 1752 Jos. Fortin
- 1762 Math. Eschler
- 1772 Jos. Mildner, † 17.5.1806
- 1806 Anton. Pichl, n. 11.9.1748 Planens., o. 21.12.1771, † 10.7.1824
- 1824 Franc. Schreiber, n. 31.10.1789 Volary, o. 4.10.1812, † 10.7.1856
- 1856 Vinc. Kubath, n. 6.4.1799 Jablonec, o. 4.9.1827, † 6.2.1859
- 1860 Jos. Richter, n. 19.5.1819 Počeplice, o. 25.7.1844, † 3.5.1890
- 1890 Aloys. Albert, n. 7.5.1824 Saar (Mor.), o. 30.7.1848, † 5.8.1896
- 1896 par. vacat, admin. int. Alois. Kubíček
- 1897 Jos. Hrobský, n. 11.3.1862 Moraveč., o. 21.9.1889, † 7.8.1908
- 1908 Jos. Rich. Jahn, n. 3.1.1873 Neudorf, o. 24.6.1897
- 1913 par. vacat admin. interc. Ferd. Mach
- 1914 Otto Rehne, n. 8.12.1878 Düdinghausen (D), o. 12.7.1903
- 1926 par. vacat, admin. interc. Franc. Billich
- 1.1.1927 Josef Massanz, n. 16.2.1883 Hagensdorf, o. 2.7.1916
- 1.8.1947 Jaroslav Červinka
- 1.10.1962 Antonín Pospíšil
- 28.2.1963 Jaroslav Novosad
- 1.6.1963 Antonín Pospíšil
- 1.10.1963 František Kocman
- 1.8.1970 Ferdinand Plhal SDB[3]
- 1992–2010 Miroslav Šantin, admin. in materialibus
- 2.8.2010 P. Mgr. Anselm Pavel Kříž O.Praem. (administrátor excurrendo)[4]

Kromě kněží stojících v čele farnosti, působili ve farnosti v průběhu její historie i jiní kněží. Většinou pracovali jako farní vikáři, kaplani, katecheté, výpomocní duchovní aj.
Mezi nimi byl i P. Ludvík Sobek , n. 15. 1. 1885 Šprochovice, o. 17. 7. 1910, zavražděný v noci z 24. na 25. 4. 1950 na faře v Petrovicích u Karviné příslušníky StB nebo místnímu komunisty (konkrétní viníky se nepodařilo identifikovat).

## Území farnosti
Do farnosti náleží území těchto obcí:
- Robeč (Robitsch[p 2])
- Černčí (Tschimsch[p 2])
- Domašice (Domaschitz[p 2])
- Kalovice (Kalwitz[p 2])
- Krásná Studánka (Schönborn[p 2])
- Lomy (Lummel[p 2])
- Rašovice (Raschowitz[p 2])
- Strachaly (Strachel[p 2])
- Střížovice (Strzischowitz[p 2])
- Sukorady (Sukohrad[p 2])
- Velký Hubenov (Hubina[p 2])

## Římskokatolické sakrální stavby na území farnosti
| | Fotografie | Stavba                       | Místo      | Bohoslužby                      | Zeměpisné souřadnice             | Status        | Číslo kulturní památky           |
| Kostel | Kostel     | Kostel                       | Kostel     | Kostel                          | Kostel                           | Kostel        | Kostel                           |
| --- | ---------- | ---------------------------- | ---------- | ------------------------------- | -------------------------------- | ------------- | -------------------------------- |
| 1. |            | Kostel sv. Martina           | Robeč      | bližší informace o bohoslužbách | 50°32′34″ s. š., 14°25′17″ v. d. | farní kostel  | 43188/5-2262 (Pk•MIS•Sez•Obr•WD) |
| Kaple |            |                              |            |                                 |                                  |               |                                  |
| 2. |            | Kaple                        | Lomy       | bohoslužby příležitostně        | 50°30′34″ s. š., 14°24′54″ v. d. | obecní kaple  | —                                |
| 3. |            | Kaple Rozeslání sv. apoštolů | Rašovice   | bližší informace o bohoslužbách | 50°34′15″ s. š., 14°23′56″ v. d. | obecní kaple  | 50876/5-5899 (Pk•MIS•Sez•Obr•WD) |
| 4. |            | Kaple                        | Strachaly  | bohoslužby příležitostně        | 50°30′48″ s. š., 14°25′30″ v. d. | obecní kaple  | 42310/5-2316 (Pk•MIS•Sez•Obr•WD) |
| 5. |            | Kaple sv. Prokopa            | Střížovice | bližší informace o bohoslužbách | 50°31′2″ s. š., 14°23′4″ v. d.   | obecní kaple  | 43223/5-2303 (Pk•MIS•Sez•Obr•WD) |
| 6. |            | Kaple sv. Jakuba             | Sukorady   | bližší informace o bohoslužbách | 50°31′50″ s. š., 14°25′50″ v. d. | obecní kaple  | —                                |
| Zaniklé objekty |            |                              |            |                                 |                                  |               |                                  |
| 7. |            | Kaple                        | Sukorady   | nelze sloužit                   |                                  | zámecká kaple | —                                |
| Některé drobné sakrální stavby a pamětihodnosti lze dohledat zde v databázi Drobné sakrální památky Zaniklé sakrální stavby lze dohledat zde v databázi Poškozené a zničené kostely, kaple a synagogy v České republice |            |                              |            |                                 |                                  |               |                                  |

Ve farnosti se mohou nacházet i další drobné sakrální stavby, místa římskokatolického kultu a pamětihodnosti, které neobsahuje tato tabulka.

## Příslušnost k farnímu obvodu
Z důvodu efektivity duchovní správy byl vytvořen farní obvod (kolatura) farnosti Štětí nad Labem, jehož součástí je i farnost Robeč, která je tak spravována excurrendo.